# ورزشگاه پامیر
ورزشگاه پامیر یک ورزشگاه چندمنظوره است که در شهر دوشنبه در کشور تاجیکستان جای گرفته است. این ورزشگاه با نام رسمی ورزشگاه مرکزی جمهوری خوانده می‌شود. هم اینک ورزشگاه بیشتر برای دیدارهای فوتبال بکار گرفته می‌شود و گنجایشی برابر با ۲۴٬۰۰۰ نفر دارد. این ورزشگاه هم‌اکنون ورزشگاه خانگی تیم ملی فوتبال تاجیکستان و باشگاه فوتبال استقلال دوشنبه است.
این ورزشگاه در کنار باغ وحش شهر دوشنبه جای گرفته است.